# 马鲁比乌
马鲁比乌（義大利語：Marrubiu），是意大利奥里斯塔诺省的一个市镇。总面积61.21平方公里，人口4973人，人口密度81.2人/平方公里（2009年）。ISTAT代码为095025。